# Ináncsi Rita
Ináncsi Rita (Budapest, 1971. január 6. –) világbajnoki bronzérmes magyar többpróbázó.

## Pályafutása
Tizenkilencéves korában másodikként zárt hétpróbában a junior-világbajnokságon, a felnőttek közt pedig egy Európa-bajnoki tizedik hellyel debütált. A tokiói és a stuttgarti világbajnokságon egyaránt tizenegyedik lett, az olimpiát viszont nem tudta befejezni. 1994-ben 4775 pontos egyéni rekorddal ezüstérmet szerzett a fedettpályás Európa-bajnokságon, majd a harmadik helyen végzett a legendás Götzisben rendezett versenyet. Az évet a szabadtéri Eb-n megnyert ezüstérmével koronázta meg. Az 1995-ös világbajnokságon ismét harmadik volt, majd élete második olimpiáján a hatodik helyen zárt. Az atlantai játékokat követően visszavonult. 
Szabadtéren 1994 és 2019 között tartott rekordját Krizsán Xénia adta át a múltnak, az Eb-ezüstérmet érő 4775 pontos teljesítményét viszont azóta sem tudta egyetlen magyar atléta sem túlszárnyalni.